# Bernolákovo
Bernolákovo és un poble i municipi d'Eslovàquia que es troba a la regió de Bratislava, a l'extrem occidental del país, prop de la frontera amb Àustria.

## Història
La primera menció escrita de la vila es remunta al 1209.

## Demografia
| Godina             | 1994 | 2004   | 2014    | 2024    |
| ------------------ | ---- | ------ | ------- | ------- |
| Nombre de persones | 4461 | 4852   | 6147    | 10.151  |
| Diferència         |      | +8,76% | +26,69% | +65,13% |

| Godina             | 2023 | 2024   |
| ------------------ | ---- | ------ |
| Nombre de persones | 9896 | 10.151 |
| Diferència         |      | +2,57% |

## Persones il·lustres
- Ján Popluhár (1935-2011): futbolista txecoslovac